# Liste des familles de la noblesse russe
 (novembre 2023).
 (novembre 2023).
La liste des familles de la noblesse russe reprend l'ensemble des familles nobles de l'empire russe.

## Histoire

### Prince (Kniaz)
| Nom                      | Origine | Note | Dynastie       | Armes |
| ------------------------ | ------- | --- | -------------- | ----- |
| - Bariatinski,           | Russe   | Titre héréditaire de Prince Bariatinski avec le prédicat de «Altesse Sérénissime» pour Ivan Sergueïevitch Bariatinski par l'empereur Alexandre II de Russie, le 30 avril 1798.     | Riourikides    |       |
| - Belosselsky-Belozersky | RUS     | | Riourikides    |       |
| - Dolgorouki             | RUS     | . | Riourikides    |       |
| - Drucki-Lubecki         | RUS     | . | Riourikides    |       |
| - Gagarine               | RUS     | . | Riourikides    |       |
| - Galitzine              | RUS     | | Gédiminides    |       |
| - Gortchakov             | RUS     | . | Riourikides    |       |
| - Lobanov-Rostovski      | Russe   | . | Riourikides    |       |
| - Kotchoubeï,            | Nogaï   | Titre héréditaire de Prince Kotchoubeï pour Viktor Pavlovitch Kotchoubeï par l'empereur Nicolas Ier de Russie, le 06 décembre 1831.                                                | Gengiskhanides |       |
| - Kropotkine             | RUS     | . |                |       |
| - Obolenski              | Russe   | . | Riourikides    |       |
| - Ouroussov              | Nogaï   | . | Gengiskhanides |       |
| - Sviatopolk-Mirski      | Russe   | Titre héréditaire de Prince Sviatopolk-Mirski pour Tomasz Sviatopolk-Mirski par l'empereur Alexandre II de Russie, le 18 avril 1861.                                               | Riourikides    |       |
| - Tcherkasski            | Kabarde | Titre héréditaire de Prince Tcherkasski pour Alexis Tcherkasski par l'empereur Paul Ier de Russie, le 30 août 1798.                                                                | Inalide        |       |
| - Troubetskoï            | Ruthène | Titre héréditaire de Prince Troubetskoï pour Youri Ioulievitch Troubetskoï par l'empereur Paul Ier de Russie, le 14 février 1799.                                                  | Gédiminides    |       |
| - Volkonski              | Russe   | Titre héréditaire de Prince Volkonski avec le prédicat de «Altesse Sérénissime» pour Pierre Mikhaïlovitch Volkonski par l'empereur Paul Ier de Russie, le 04 mars 1799.            | Riourikides    |       |
| - Worontzov              | Russe   | Titre héréditaire de Prince Worontzov avec le prédicat de «Altesse Sérénissime» pour Mikhaïl Semionovitch Worontzov par l'empereur Nicolas Ier de Russie, le 06 août 1845.         |                |       |
| - Yourievski             | Russe   | Titre héréditaire de Prince Yourievski avec le prédicat de «Altesse Sérénissime» pour Catherine Mikhaïlovna Dolgorouky par l'empereur Alexandre II de Russie, le 05 décembre 1880. | Romanov        |       |
| - Youssoupov             | Nogaï   | Titre héréditaire de Prince Youssoupov avec le prédicat de «Altesse Sérénissime» pour Dmitry Youssoupov par l'empereur Ivan IV de Russie, le 21 mars 1549.                         | Gengiskhanides |       |

### Comte (Graf)
| Nom                | Origine  | Note | Armes |
| ------------------ | -------- | --- | ----- |
| - Cancrin          | RUS      | . |       |
| - Cheremetiev      | Russe    | Titre héréditaire de Comte Cheremetiev pour Boris Petrovitch Cheremetiev par l'empereur Pierre Ier de Russie, le 20 juillet 1706.                    |       |
| - Orlov            | RUS      | |       |
| - Tiesenhausen     | Livonien | Titre héréditaire de Comte von Tiesenhausen pour Paul Ivanovitch von Tiesenhausen par l'empereur Nicolas Ier de Russie, le 31 octobre 1851.          |       |
| - Todleben         | Livonien | Titre héréditaire de Comte Todleben pour Édouard Ivanovitch Todleben par l'empereur Alexandre II de Russie, le 05 octobre 1879.                      |       |
| - Tolstoï          | Russe    | Titre héréditaire de Comte Tolstoï pour Piotr Andreïevitch Tolstoï par l'empereur Pierre Ier de Russie, le 07 mai 1724.                              |       |
| - Toulouse-Lautrec | Français | Titre héréditaire de Comte de Toulouse-Lautrec pour Pierre de Toulouse-Lautrec par l'empereur Nicolas Ier de Russie, le 23 juin 1859.                |       |
| - Ungern-Sternberg | Livonien | Titre héréditaire de Comte von Ungern-Sternberg pour Ewald Alexander von Ungern-Sternberg par l'empereur Alexandre II de Russie, le 27 janvier 1875. |       |
| - Wielopolski      | Polonais | Titre héréditaire de Comte Wielopolski pour Aleksander Wielopolski par l'empereur Alexandre II de Russie, le 12 novembre 1879.                       |       |
| - Witte            | Livonien | Titre héréditaire de Comte Witte pour Sergueï Ioulievitch Witte par l'empereur Nicolas II de Russie, le 15 septembre 1905.                           |       |

### Baron (Baron)
| Nom          | Origine  | Note | Armes |
| ------------ | -------- | --- | ----- |
| - Graevenitz | DEU      | . |       |
| - Heyking    | LTU      | . |       |
| - Wrangel    | Livonien | Titre héréditaire de Baron Wrangel pour Egor Ermolaevich Wrangel par l'empereur Alexandre II de Russie, le 05 septembre 1855. |       |